# Acacia pueblensis
Acacia pueblensis é uma espécie de leguminosa do gênero Acacia, pertencente à família Fabaceae.